# Abu Mansoor Al-Amriki
Omar Hammami Shafik (en árabe: عمر شفيق همامي, Omar Hammami Shafiq, 6 de mayo de 1984 - 12 de septiembre de 2013), también conocido por el seudónimo de Abu Mansoor Al-Amriki (en árabe: أبو منصور الأمريكي, Abu Mansur al-Amriki), era un ciudadano estadounidense que fue miembro y líder del grupo militante islamista somalí al-Shabaab. en noviembre de 2012, el FBI Hammami añadido a su lista de "terroristas más buscados". Una orden federal de arresto fue emitida en 2007.
Omar fue criado en un hogar cristiano, de madre protestante y padre musulmán sirio.
Hammami comenzó a identificarse como musulmán en la escuela secundaria y abandonó la universidad. Después de ir a Toronto, Canadá, y casarse con una mujer somalí-canadiense en 2004, viajó a Egipto en 2005. Abandonó a su esposa y su pequeña hija a unirse a Al-Shabaab en Somalia a finales de 2006. La pareja se divorció, y para 2009 se había casado con una mujer somalí y tuvo otra hija.
Hammami ha servido como comandante, propagandista y reclutador. Se rumoreó sobre su muerte en marzo y julio de 2011, pero más tarde volvió a aparecer en vídeos. En diciembre de 2012 Al-Shabaab publicó un reproche en línea de lo que llamó su "búsqueda narcisista de la fama."
Su muerte fue anunciada el 12 de septiembre de 2013.